# Slipknot/Auszeichnungen für Musikverkäufe

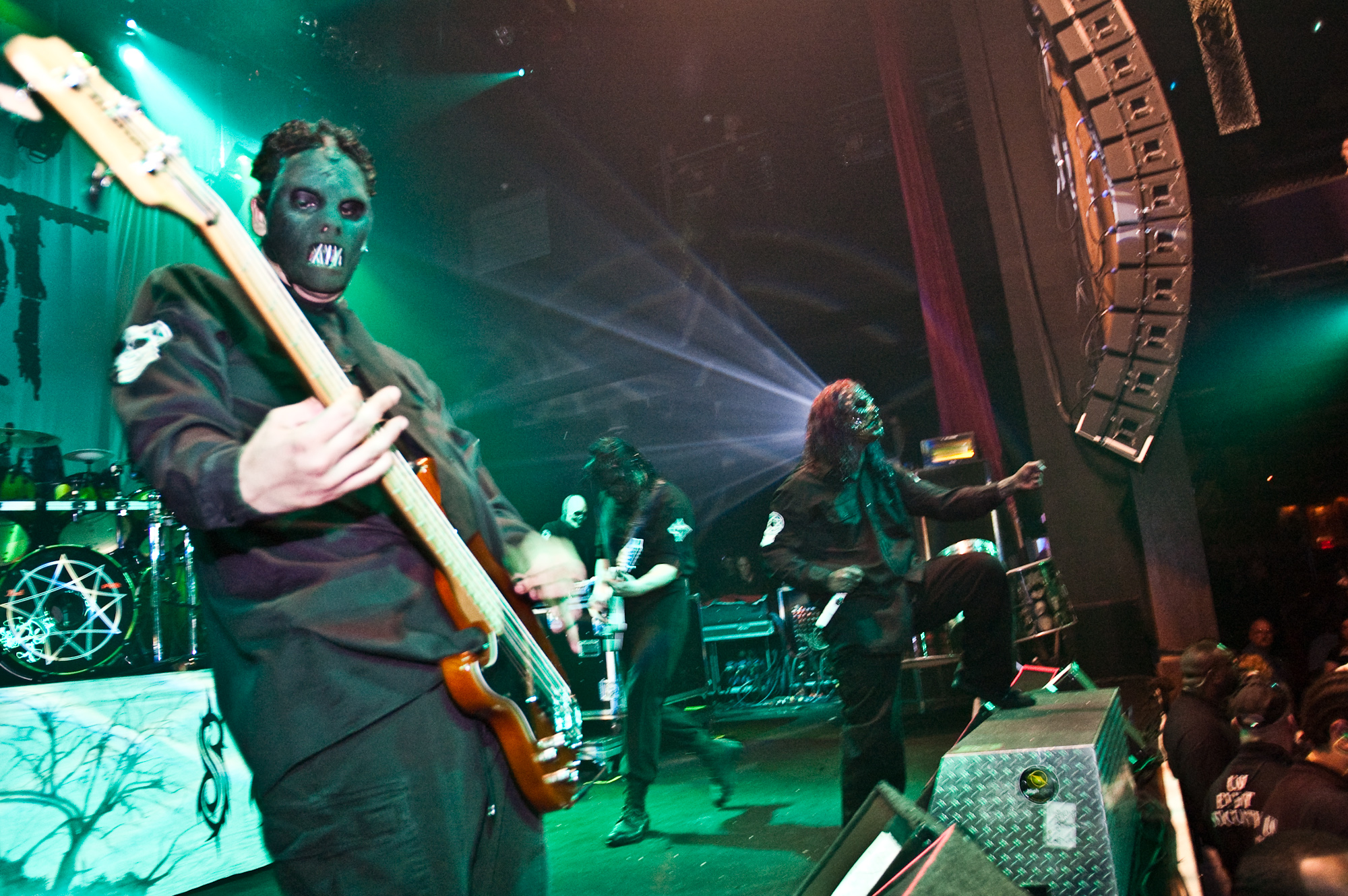
Slipknot (2005)

Dies ist eine Übersicht über die Auszeichnungen für Musikverkäufe der US-amerikanischen Nu-Metal-Band Slipknot. Die Auszeichnungen finden sich nach ihrer Art (Gold, Platin usw.), nach Staaten getrennt in chronologischer Reihenfolge, geordnet sowie nach den Tonträgern selbst, getrennt nach Medium (Alben, Singles usw.), wieder.

## Auszeichnungen
| - Frankreich - 2002: für das Album Iowa - Vereinigtes Königreich - 2022: für die Single Snuff - 2022: für die Single Unsainted - 2023: für die Single Spit It Out - 2025: für die Single Custer - 2025: für die Single Left Behind - Australien - 2001: für das Album Iowa - 2003: für das Videoalbum Disasterpieces - 2008: für das Album All Hope Is Gone - 2010: für das Videoalbum (sic)nesses - 2015: für das Album .5: The Gray Chapter - Belgien - 2001: für das Album Iowa - Dänemark - 2023: für die Single Duality - 2024: für die Single Psychosocial - 2025: für das Album .5: The Gray Chapter - Deutschland - 2004: für das Album Vol. 3: (The Subliminal Verses) - 2005: für das Videoalbum Disasterpieces - 2009: für das Album All Hope Is Gone - 2010: für das Album Iowa - 2016: für das Album .5: The Gray Chapter - 2024: für die Single Duality - Frankreich - 2003: für das Videoalbum Disasterpieces - Italien - 2024: für die Single Duality - 2025: für das Album All Hope Is Gone - Japan - 2001: für das Album Iowa - 2002: für das Album Slipknot - 2004: für das Album Vol. 3: (The Subliminal Verses) - 2008: für das Album All Hope Is Gone - Kanada - 2000: für das Videoalbum Welcome to Our Neighborhood - 2021: für das Album We Are Not Your Kind - 2025: für die Single Left Behind - 2025: für das Lied People = Shit - 2025: für die Single Spit It Out - 2025: für das Lied Nero Forte - 2025: für die Single Custer - Neuseeland - 2015: für das Album Iowa - 2015: für das Album Slipknot - 2021: für das Album Antennas to Hell - 2021: für das Album .5: The Gray Chapter - 2021: für die Single The Devil in I - 2023: für die Single Unsainted - 2024: für die Single Vermilion - 2025: für das Album We Are Not Your Kind - Niederlande - 2004: für das Album Slipknot - 2008: für das Album Iowa - Norwegen - 2021: für das Album .5: The Gray Chapter - 2021: für das Album All Hope Is Gone - 2021: für das Album Slipknot - 2021: für das Album Vol. 3: (The Subliminal Verses) - Österreich - 2008: für das Album All Hope Is Gone - 2022: für das Album We Are Not Your Kind - Polen - 2021: für die Single Unsainted - 2021: für das Album .5: The Gray Chapter - 2021: für das Album Vol. 3: (The Subliminal Verses) - 2021: für das Album Slipknot - Portugal - 2022: für die Single Before I Forget - 2022: für die Single Psychosocial - 2022: für die Single Wait and Bleed - 2022: für die Single Unsainted - 2022: für die Single The Devil in I - Russland - 2008: für das Album All Hope Is Gone - Spanien - 2024: für die Single Duality - Ungarn - 2014: für das Album .5: The Gray Chapter - Vereinigte Staaten - 2005: für das Album 9.0: Live - 2016: für das Album .5: The Gray Chapter - 2016: für die Single The Devil in I - 2020: für die Single Unsainted - Vereinigtes Königreich - 2008: für das Album All Hope Is Gone - 2013: für das Videoalbum Welcome to Our Neighborhood - 2013: für das Videoalbum Disasterpieces - 2016: für das Album .5: The Gray Chapter - 2023: für die Single Wait and Bleed - 2024: für das Album We Are Not Your Kind - 2025: für die Single The Devil in I | - Australien - 2001: für das Album Slipknot - 2008: für das Album Vol. 3: (The Subliminal Verses) - 2008: für das Videoalbum Voliminal: Inside the Nine - Dänemark - 2018: für das Album Vol. 3: (The Subliminal Verses) - Kanada - 2001: für das Album Iowa - 2021: für das Album .5: The Gray Chapter - 2021: für die Single Snuff - 2025: für die Single Unsainted - Neuseeland - 2021: für das Album All Hope Is Gone - 2022: für das Album Vol. 3: (The Subliminal Verses) - 2022: für die Single Psychosocial - 2023: für die Single Snuff - 2024: für die Single Wait and Bleed - 2024: für die Single Before I Forget - Österreich - 2024: für die Single Duality - 2024: für das Album .5: The Gray Chapter - Portugal - 2022: für die Single Duality - Vereinigte Staaten - 2000: für das Videoalbum Welcome to Our Neighborhood - 2001: für das Album Iowa - 2005: für das Album Vol. 3: (The Subliminal Verses) - 2007: für das Videoalbum Voliminal: Inside the Nine - 2010: für das Album All Hope Is Gone - 2010: für das Videoalbum (sic)nesses - 2019: für die Single Wait and Bleed - 2019: für die Single Before I Forget - 2019: für die Single Snuff - Vereinigtes Königreich - 2008: für das Album Slipknot - 2018: für das Album Iowa - 2020: für das Album Vol. 3: (The Subliminal Verses) - 2022: für die Single Duality - 2024: für das Album Antennas to Hell - 2024: für die Single Psychosocial - 2025: für die Single Before I Forget | - Australien - 2001: für das Videoalbum Welcome to Our Neighborhood - Kanada - 2006: für das Videoalbum Voliminal: Inside the Nine - 2021: für das Album Slipknot - 2024: für das Album Vol. 3: (The Subliminal Verses) - 2025: für das Album All Hope Is Gone - 2025: für die Single Wait and Bleed - 2025: für die Single The Devil in I - Neuseeland - 2024: für die Single Duality - Vereinigte Staaten - 2005: für das Album Slipknot - Kanada - 2009: für das Videoalbum Disasterpieces - 2024: für die Single Duality - 2025: für die Single Psychosocial - 2025: für die Single Before I Forget - Vereinigte Staaten - 2005: für das Videoalbum Disasterpieces |

## Auszeichnungen nach Alben

### Slipknot
| Land/Region                  | Auszeichnungen für Musikverkäufe (Land/Region, Auszeichnung, Verkäufe) | Verkäufe  |
| ---------------------------- | ---------------------------------------------------------------------- | --------- |
| Australien (ARIA)            | Platin                                                                 | 70.000    |
| Kanada (MC)                  | 2× Platin                                                              | 160.000   |
| Japan (RIAJ)                 | Gold                                                                   | 100.000   |
| Neuseeland (RMNZ)            | Gold                                                                   | 7.500     |
| Niederlande (NVPI)           | Gold                                                                   | 40.000    |
| Norwegen (IFPI)              | Gold                                                                   | 10.000    |
| Polen (ZPAV)                 | Gold                                                                   | 10.000    |
| Vereinigte Staaten (RIAA)    | 2× Platin                                                              | 2.000.000 |
| Vereinigtes Königreich (BPI) | Platin                                                                 | 378.000   |
| Insgesamt                    | 5× Gold · 6× Platin ·                                                  | 2.775.500 |

### Iowa
| Land/Region                  | Auszeichnungen für Musikverkäufe (Land/Region, Auszeichnung, Verkäufe) | Verkäufe  |
| ---------------------------- | ---------------------------------------------------------------------- | --------- |
| Australien (ARIA)            | Gold                                                                   | 35.000    |
| Belgien (BRMA)               | Gold                                                                   | 25.000    |
| Deutschland (BVMI)           | Gold                                                                   | 150.000   |
| Frankreich (SNEP)            | Silber                                                                 | 50.000    |
| Japan (RIAJ)                 | Gold                                                                   | 100.000   |
| Kanada (MC)                  | Platin                                                                 | 100.000   |
| Neuseeland (RMNZ)            | Gold                                                                   | 7.500     |
| Niederlande (NVPI)           | Gold                                                                   | 30.000    |
| Vereinigte Staaten (RIAA)    | Platin                                                                 | 1.000.000 |
| Vereinigtes Königreich (BPI) | Platin                                                                 | 338.000   |
| Insgesamt                    | 1× Silber · 6× Gold · 3× Platin ·                                      | 1.835.500 |

### Vol. 3: (The Subliminal Verses)
| Land/Region                  | Auszeichnungen für Musikverkäufe (Land/Region, Auszeichnung, Verkäufe) | Verkäufe  |
| ---------------------------- | ---------------------------------------------------------------------- | --------- |
| Australien (ARIA)            | Platin                                                                 | 70.000    |
| Dänemark (IFPI)              | Platin                                                                 | 20.000    |
| Deutschland (BVMI)           | Gold                                                                   | 100.000   |
| Japan (RIAJ)                 | Gold                                                                   | 100.000   |
| Kanada (MC)                  | 2× Platin                                                              | 200.000   |
| Neuseeland (RMNZ)            | Platin                                                                 | 15.000    |
| Norwegen (IFPI)              | Gold                                                                   | 10.000    |
| Polen (ZPAV)                 | Gold                                                                   | 10.000    |
| Vereinigte Staaten (RIAA)    | Platin                                                                 | 1.000.000 |
| Vereinigtes Königreich (BPI) | Platin                                                                 | 300.000   |
| Insgesamt                    | 4× Gold · 7× Platin ·                                                  | 1.825.000 |

### 9.0: Live
| Land/Region               | Auszeichnungen für Musikverkäufe (Land/Region, Auszeichnung, Verkäufe) | Verkäufe |
| ------------------------- | ---------------------------------------------------------------------- | -------- |
| Vereinigte Staaten (RIAA) | Gold                                                                   | 500.000  |
| Insgesamt                 | 1× Gold ·                                                              | 500.000  |

### All Hope Is Gone
| Land/Region                  | Auszeichnungen für Musikverkäufe (Land/Region, Auszeichnung, Verkäufe) | Verkäufe  |
| ---------------------------- | ---------------------------------------------------------------------- | --------- |
| Australien (ARIA)            | Gold                                                                   | 35.000    |
| Deutschland (BVMI)           | Gold                                                                   | 100.000   |
| Italien (FIMI)               | Gold                                                                   | 25.000    |
| Japan (RIAJ)                 | Gold                                                                   | 100.000   |
| Kanada (MC)                  | 2× Platin                                                              | 160.000   |
| Neuseeland (RMNZ)            | Platin                                                                 | 15.000    |
| Norwegen (IFPI)              | Gold                                                                   | 10.000    |
| Österreich (IFPI)            | Gold                                                                   | 10.000    |
| Russland (NFPF)              | Gold                                                                   | 10.000    |
| Vereinigte Staaten (RIAA)    | Platin                                                                 | 1.000.000 |
| Vereinigtes Königreich (BPI) | Gold                                                                   | 100.000   |
| Insgesamt                    | 8× Gold · 4× Platin ·                                                  | 1.565.000 |

### Antennas to Hell
| Land/Region                  | Auszeichnungen für Musikverkäufe (Land/Region, Auszeichnung, Verkäufe) | Verkäufe |
| ---------------------------- | ---------------------------------------------------------------------- | -------- |
| Neuseeland (RMNZ)            | Gold                                                                   | 7.500    |
| Vereinigtes Königreich (BPI) | Platin                                                                 | 300.000  |
| Insgesamt                    | 1× Gold · 1× Platin ·                                                  | 307.500  |

### .5: The Gray Chapter
| Land/Region                  | Auszeichnungen für Musikverkäufe (Land/Region, Auszeichnung, Verkäufe) | Verkäufe |
| ---------------------------- | ---------------------------------------------------------------------- | -------- |
| Australien (ARIA)            | Gold                                                                   | 35.000   |
| Dänemark (IFPI)              | Gold                                                                   | 10.000   |
| Deutschland (BVMI)           | Gold                                                                   | 100.000  |
| Kanada (MC)                  | Platin                                                                 | 80.000   |
| Neuseeland (RMNZ)            | Gold                                                                   | 7.500    |
| Norwegen (IFPI)              | Gold                                                                   | 10.000   |
| Österreich (IFPI)            | Platin                                                                 | 15.000   |
| Polen (ZPAV)                 | Gold                                                                   | 10.000   |
| Ungarn (MAHASZ)              | Gold                                                                   | 1.000    |
| Vereinigte Staaten (RIAA)    | Gold                                                                   | 500.000  |
| Vereinigtes Königreich (BPI) | Gold                                                                   | 100.000  |
| Insgesamt                    | 8× Gold · 2× Platin ·                                                  | 828.500  |

### We Are Not Your Kind
| Land/Region                  | Auszeichnungen für Musikverkäufe (Land/Region, Auszeichnung, Verkäufe) | Verkäufe |
| ---------------------------- | ---------------------------------------------------------------------- | -------- |
| Kanada (MC)                  | Gold                                                                   | 40.000   |
| Neuseeland (RMNZ)            | Gold                                                                   | 7.500    |
| Österreich (IFPI)            | Gold                                                                   | 7.500    |
| Vereinigte Staaten (RIAA)    | —                                                                      | 118.000  |
| Vereinigtes Königreich (BPI) | Gold                                                                   | 100.000  |
| Insgesamt                    | 4× Gold ·                                                              | 273.000  |

## Auszeichnungen nach Singles

### Wait and Bleed
| Land/Region                  | Auszeichnungen für Musikverkäufe (Land/Region, Auszeichnung, Verkäufe) | Verkäufe  |
| ---------------------------- | ---------------------------------------------------------------------- | --------- |
| Kanada (MC)                  | 2× Platin                                                              | 160.000   |
| Neuseeland (RMNZ)            | Platin                                                                 | 30.000    |
| Portugal (AFP)               | Gold                                                                   | 5.000     |
| Vereinigte Staaten (RIAA)    | Platin                                                                 | 1.000.000 |
| Vereinigtes Königreich (BPI) | Gold                                                                   | 400.000   |
| Insgesamt                    | 2× Gold · 4× Platin ·                                                  | 1.595.000 |

### Spit It Out
| Land/Region                  | Auszeichnungen für Musikverkäufe (Land/Region, Auszeichnung, Verkäufe) | Verkäufe |
| ---------------------------- | ---------------------------------------------------------------------- | -------- |
| Kanada (MC)                  | Gold                                                                   | 40.000   |
| Vereinigtes Königreich (BPI) | Silber                                                                 | 200.000  |
| Insgesamt                    | 1× Silber · 1× Gold ·                                                  | 240.000  |

### Left Behind
| Land/Region                  | Auszeichnungen für Musikverkäufe (Land/Region, Auszeichnung, Verkäufe) | Verkäufe |
| ---------------------------- | ---------------------------------------------------------------------- | -------- |
| Kanada (MC)                  | Gold                                                                   | 40.000   |
| Vereinigtes Königreich (BPI) | Silber                                                                 | 200.000  |
| Insgesamt                    | 1× Silber · 1× Gold ·                                                  | 240.000  |

### Duality
| Land/Region                  | Auszeichnungen für Musikverkäufe (Land/Region, Auszeichnung, Verkäufe) | Verkäufe  |
| ---------------------------- | ---------------------------------------------------------------------- | --------- |
| Dänemark (IFPI)              | Gold                                                                   | 45.000    |
| Deutschland (BVMI)           | Gold                                                                   | 300.000   |
| Italien (FIMI)               | Gold                                                                   | 50.000    |
| Kanada (MC)                  | 3× Platin                                                              | 240.000   |
| Neuseeland (RMNZ)            | 2× Platin                                                              | 60.000    |
| Österreich (IFPI)            | Platin                                                                 | 30.000    |
| Portugal (AFP)               | Platin                                                                 | 10.000    |
| Spanien (Promusicae)         | Gold                                                                   | 30.000    |
| Vereinigtes Königreich (BPI) | Platin                                                                 | 600.000   |
| Insgesamt                    | 4× Gold · 8× Platin ·                                                  | 1.365.000 |

### Vermilion
| Land/Region       | Auszeichnungen für Musikverkäufe (Land/Region, Auszeichnung, Verkäufe) | Verkäufe |
| ----------------- | ---------------------------------------------------------------------- | -------- |
| Neuseeland (RMNZ) | Gold                                                                   | 15.000   |
| Insgesamt         | 1× Gold ·                                                              | 15.000   |

### Before I Forget
| Land/Region                  | Auszeichnungen für Musikverkäufe (Land/Region, Auszeichnung, Verkäufe) | Verkäufe  |
| ---------------------------- | ---------------------------------------------------------------------- | --------- |
| Kanada (MC)                  | 3× Platin                                                              | 240.000   |
| Neuseeland (RMNZ)            | Platin                                                                 | 30.000    |
| Portugal (AFP)               | Gold                                                                   | 5.000     |
| Vereinigte Staaten (RIAA)    | Platin                                                                 | 1.000.000 |
| Vereinigtes Königreich (BPI) | Platin                                                                 | 600.000   |
| Insgesamt                    | 1× Gold · 6× Platin ·                                                  | 1.875.000 |

### Psychosocial
| Land/Region                  | Auszeichnungen für Musikverkäufe (Land/Region, Auszeichnung, Verkäufe) | Verkäufe |
| ---------------------------- | ---------------------------------------------------------------------- | -------- |
| Dänemark (IFPI)              | Gold                                                                   | 45.000   |
| Kanada (MC)                  | 3× Platin                                                              | 240.000  |
| Neuseeland (RMNZ)            | Platin                                                                 | 30.000   |
| Portugal (AFP)               | Gold                                                                   | 5.000    |
| Vereinigtes Königreich (BPI) | Platin                                                                 | 600.000  |
| Insgesamt                    | 2× Gold · 5× Platin ·                                                  | 920.000  |

### Snuff
| Land/Region                  | Auszeichnungen für Musikverkäufe (Land/Region, Auszeichnung, Verkäufe) | Verkäufe  |
| ---------------------------- | ---------------------------------------------------------------------- | --------- |
| Kanada (MC)                  | Platin                                                                 | 80.000    |
| Neuseeland (RMNZ)            | Platin                                                                 | 30.000    |
| Vereinigte Staaten (RIAA)    | Platin                                                                 | 1.000.000 |
| Vereinigtes Königreich (BPI) | Silber                                                                 | 200.000   |
| Insgesamt                    | 1× Silber · 3× Platin ·                                                | 1.310.000 |

### The Devil in I
| Land/Region                  | Auszeichnungen für Musikverkäufe (Land/Region, Auszeichnung, Verkäufe) | Verkäufe  |
| ---------------------------- | ---------------------------------------------------------------------- | --------- |
| Kanada (MC)                  | 2× Platin                                                              | 160.000   |
| Neuseeland (RMNZ)            | Gold                                                                   | 15.000    |
| Portugal (AFP)               | Gold                                                                   | 5.000     |
| Vereinigte Staaten (RIAA)    | Gold                                                                   | 500.000   |
| Vereinigtes Königreich (BPI) | Gold                                                                   | 400.000   |
| Insgesamt                    | 4× Gold · 2× Platin ·                                                  | 1.080.000 |

### Custer
| Land/Region                  | Auszeichnungen für Musikverkäufe (Land/Region, Auszeichnung, Verkäufe) | Verkäufe |
| ---------------------------- | ---------------------------------------------------------------------- | -------- |
| Kanada (MC)                  | Gold                                                                   | 40.000   |
| Vereinigtes Königreich (BPI) | Silber                                                                 | 200.000  |
| Insgesamt                    | 1× Silber · 1× Gold ·                                                  | 240.000  |

### Unsainted
| Land/Region                  | Auszeichnungen für Musikverkäufe (Land/Region, Auszeichnung, Verkäufe) | Verkäufe |
| ---------------------------- | ---------------------------------------------------------------------- | -------- |
| Kanada (MC)                  | Platin                                                                 | 80.000   |
| Neuseeland (RMNZ)            | Gold                                                                   | 15.000   |
| Polen (ZPAV)                 | Gold                                                                   | 10.000   |
| Portugal (AFP)               | Gold                                                                   | 5.000    |
| Vereinigte Staaten (RIAA)    | Gold                                                                   | 500.000  |
| Vereinigtes Königreich (BPI) | Silber                                                                 | 200.000  |
| Insgesamt                    | 1× Silber · 4× Gold · 1× Platin ·                                      | 810.000  |

## Auszeichnungen nach Liedern

### People = Shit
| Land/Region | Auszeichnungen für Musikverkäufe (Land/Region, Auszeichnung, Verkäufe) | Verkäufe |
| ----------- | ---------------------------------------------------------------------- | -------- |
| Kanada (MC) | Gold                                                                   | 40.000   |
| Insgesamt   | 1× Gold ·                                                              | 40.000   |

### Nero Forte
| Land/Region | Auszeichnungen für Musikverkäufe (Land/Region, Auszeichnung, Verkäufe) | Verkäufe |
| ----------- | ---------------------------------------------------------------------- | -------- |
| Kanada (MC) | Gold                                                                   | 40.000   |
| Insgesamt   | 1× Gold ·                                                              | 40.000   |

## Auszeichnungen nach Videoalben

### Welcome to Our Neighborhood
| Land/Region                  | Auszeichnungen für Musikverkäufe (Land/Region, Auszeichnung, Verkäufe) | Verkäufe |
| ---------------------------- | ---------------------------------------------------------------------- | -------- |
| Australien (ARIA)            | 2× Platin                                                              | 30.000   |
| Kanada (MC)                  | Gold                                                                   | 5.000    |
| Vereinigte Staaten (RIAA)    | Platin                                                                 | 100.000  |
| Vereinigtes Königreich (BPI) | Gold                                                                   | 25.000   |
| Insgesamt                    | 2× Gold · 3× Platin ·                                                  | 160.000  |

### Disasterpieces
| Land/Region                  | Auszeichnungen für Musikverkäufe (Land/Region, Auszeichnung, Verkäufe) | Verkäufe |
| ---------------------------- | ---------------------------------------------------------------------- | -------- |
| Australien (ARIA)            | Gold                                                                   | 7.500    |
| Deutschland (BVMI)           | Gold                                                                   | 25.000   |
| Frankreich (SNEP)            | Gold                                                                   | 10.000   |
| Kanada (MC)                  | 3× Platin                                                              | 30.000   |
| Vereinigte Staaten (RIAA)    | 4× Platin                                                              | 400.000  |
| Vereinigtes Königreich (BPI) | Gold                                                                   | 25.000   |
| Insgesamt                    | 4× Gold · 7× Platin ·                                                  | 497.500  |

### Voliminal: Inside the Nine
| Land/Region               | Auszeichnungen für Musikverkäufe (Land/Region, Auszeichnung, Verkäufe) | Verkäufe |
| ------------------------- | ---------------------------------------------------------------------- | -------- |
| Australien (ARIA)         | Platin                                                                 | 15.000   |
| Kanada (MC)               | 2× Platin                                                              | 20.000   |
| Vereinigte Staaten (RIAA) | Platin                                                                 | 100.000  |
| Insgesamt                 | 4× Platin ·                                                            | 135.000  |

### (sic)nesses
| Land/Region               | Auszeichnungen für Musikverkäufe (Land/Region, Auszeichnung, Verkäufe) | Verkäufe |
| ------------------------- | ---------------------------------------------------------------------- | -------- |
| Australien (ARIA)         | Gold                                                                   | 7.500    |
| Vereinigte Staaten (RIAA) | Platin                                                                 | 100.000  |
| Insgesamt                 | 1× Gold · 1× Platin ·                                                  | 107.500  |

## Statistik und Quellen
| Land/RegionAuszeichnungen für Musikverkäufe (Land/Region, Auszeichnungen, Verkäufe, Quellen) | Silber     | Gold       | Platin       | Verkäufe   | Quellen              |
| -------------------------------------------------------------------------------------------- | ---------- | ---------- | ------------ | ---------- | -------------------- |
| Australien (ARIA)                                                                            | —          | 5× Gold5   | 5× Platin5   | 305.000    | aria.com.au          |
| Belgien (BRMA)                                                                               | —          | Gold1      | —            | 25.000     | ultratop.be          |
| Dänemark (IFPI)                                                                              | —          | 3× Gold3   | Platin1      | 120.000    | ifpi.dk              |
| Deutschland (BVMI)                                                                           | —          | 6× Gold6   | —            | 775.000    | musikindustrie.de    |
| Frankreich (SNEP)                                                                            | Silber1    | Gold1      | —            | 60.000     | infodisc.fr          |
| Italien (FIMI)                                                                               | —          | 2× Gold2   | —            | 75.000     | fimi.it              |
| Japan (RIAJ)                                                                                 | —          | 4× Gold4   | —            | 400.000    | riaj.or.jp           |
| Kanada (MC)                                                                                  | —          | 7× Gold7   | 28× Platin28 | 2.195.000  | musiccanada.com      |
| Neuseeland (RMNZ)                                                                            | —          | 8× Gold8   | 8× Platin8   | 292.500    | radioscope.co.nz NZ2 |
| Niederlande (NVPI)                                                                           | —          | 2× Gold2   | —            | 70.000     | nvpi.nl              |
| Norwegen (IFPI)                                                                              | —          | 4× Gold4   | —            | 40.000     | ifpi.no              |
| Österreich (IFPI)                                                                            | —          | 2× Gold2   | 2× Platin2   | 62.500     | ifpi.at              |
| Polen (ZPAV)                                                                                 | —          | 4× Gold4   | —            | 40.000     | olis.pl              |
| Portugal (AFP)                                                                               | —          | 5× Gold5   | Platin1      | 35.000     | Einzelnachweise      |
| Russland (NFPF)                                                                              | —          | Gold1      | —            | 10.000     | 2m-online.ru         |
| Spanien (Promusicae)                                                                         | —          | Gold1      | —            | 30.000     | elportaldemusica.es  |
| Ungarn (MAHASZ)                                                                              | —          | Gold1      | —            | 1.000      | slagerlistak.hu      |
| Vereinigte Staaten (RIAA)                                                                    | —          | 4× Gold4   | 15× Platin15 | 10.818.000 | riaa.com             |
| Vereinigtes Königreich (BPI)                                                                 | 5× Silber5 | 7× Gold7   | 7× Platin7   | 5.266.000  | bpi.co.uk            |
| Insgesamt                                                                                    | 6× Silber6 | 70× Gold70 | 67× Platin67 |            |                      |